# Vellozia canelinha
Vellozia canelinha är en enhjärtbladig växtart som beskrevs av Mello-silva. Vellozia canelinha ingår i släktet Vellozia och familjen Velloziaceae. Inga underarter finns listade.